# 河南师范大学附属中学
河南师范大学附属中学是位于河南新乡市、隶属于河南师范大学的一所完全中学，创建于1954年。它是河南省教育厅直属的具有实验性和示范性的省级重点中学，是河师大的教育实验和教育实习基地。2004年在河南省首批省级示范性普通高中评估中名列全省第一名，2005、2007、2009、2011、2013、2015年连续六届入选“中国百强中学”。

## 简介
学校占地面积18.7万平米，建筑面积11万平米。建有26幢建筑和18处景观区，有“花园式学校”之称。
河师大附中现有160多个教学班，其中包括面向全省招生的高中实验班、宏志班和国际班共计12个，在校生近9000人。校教职工468人，其中享受国务院特殊津贴专家、国家级骨干教师、“百千万工程”人才等教师58人，高级教师110人，外教11人。

## 荣誉
- 1958年，被列入首批河南省重点中学
- 1960年，被评为全国文教系统先进集体
- 1978年，被重新确为省重点中学
- 2007年，被评为“河南省首批素质教育示范学校”
- 2009年，被评为“全国教育系统先进集体”、“河南教育名片”学校
- 2010年，获“河南人民满意的十佳中学”第一名
- 2011年，获全国文明单位、中国素质教育先进示范校、中国最佳素质教育学校
- 2012年，被评为中国最具影响力的百佳中学、河南省十大素质教育实践基地
- 2013年，被评为全国最具内涵特色学校[1]

## 历任校长
- 郭雨人（1978年6月—1983年12月）
- 张志栋（1984年1月—1988年7月）
- 李天刚（1988年7月—1999年2月）
- 滑秀林（1999年2月—2009年4月）
- 刘黎（2009年4月—2020年11月）[2]
- 李杰明（主持工作，2020年11月至今）[3]

## 知名校友
- 王晓东：1980届高中毕业生、美籍华人科学家、美国科学院院士、中国科学院外籍院士[1]

- 韓振：韓國男團TWS的成員，是TWS中唯一外籍成員，河南師範大學附屬中學國際部小語種（日韓）項目